# Karl von Ettmayer
Karl von Ettmayer, richtig Karl Ettmayer von Adelsburg (* 22. Juli 1874 in Jessenetz bei Konitz, Mähren; † 24. März 1938 in Wien) war ein österreichischer Romanist und Sprachwissenschaftler.

## Leben und Werk
Ettmayer wuchs in Südtirol auf und besuchte das deutsche Gymnasium in Trient. Er studierte anfänglich Medizin an der Universität Innsbruck, wo er sich dem Corps Athesia Innsbruck anschloss, wechselte dann aber zu den romanischen Sprachen über und studierte an der Universität Graz bei Antonio Ive (1851–1937) und Hugo Schuchardt. Bei Schuchardt promovierte er 1899 mit Lombardisch-Ladinisches aus Südtirol. Ein Beitrag zum oberitalienischen Vokalismus; die zugrundeliegenden Dialektmaterialien.
Im Jahr 1903 habilitierte sich Ettmayer in Wien bei Wilhelm Meyer-Lübke über Bergamaskische Alpenmundarten (Leipzig 1903). Von 1905 bis 1911 war er Professor an der Universität Fribourg in der Schweiz, von 1911 bis 1915 als Nachfolger von Theodor Gartner ordentlicher Professor an der Universität Innsbruck, ab 1915 als Nachfolger von Meyer-Lübke an der Universität Wien. 1927 wurde er in die Österreichische Akademie der Wissenschaften gewählt.

## Weitere Werke
- Benötigen wir eine wissenschaftlich deskriptive Grammatik?, Halle a.S. 1910
- Vademecum für Studierende der romanischen Philologie, Heidelberg 1919
- Über das Wesen der Dialektbildung, erläutert an den Dialekten Frankreichs, Wien 1927
- Analytische Syntax der französischen Sprache mit besonderer Berücksichtigung des Altfranzösischen, 2 Bde., Halle a.S. 1930–1936
- Welche Bedeutung kommt dem Systembegriff in der Sprachwissenschaft zu? In: Almanach der Akademie der Wissenschaften Wien 72, 1935, S. 39–48
- Das Ganze der Sprache und seine logische Begründung, Jena 1938